# Retaxo
Retaxo was tot 2013 een plaats (freguesia) in de Portugese gemeente Castelo Branco en telt 1047 inwoners (2001). In 2013 is de plaats administratief samengevoegd met Cebolais de Cima tot de nieuwe freguesia União das Freguesias de Cebolais de Cima e Retaxo. Cebolais de Cima is de zetel van de nieuwe freguesia.